# Mehrebenenanalyse
Mehrebenenanalysen (englisch Multilevel Modeling), auch als Hierarchisch Lineare Modellierung (englisch Hierarchical Linear Modeling) bekannt, sind eine Gruppe statistischer Verfahren zur Analyse hierarchisch strukturierter Daten (englisch nested data).

## Allgemeines
Für den Einsatz eines Mehrebenenmodells gibt es klassischerweise 2 Gründe:
- Es liegen gruppierte (geclusterte) Daten vor (siehe Abschnitt Ebenen).
- Es liegen Daten im Längsschnitt vor (siehe Abschnitt Messwiederholungen).

Im Unterschied zu Modellen mit nur einer Ebene werden die Daten auf mehreren Ebenen analysiert. Als eine Beschreibung von Ebenen kommen die Mikroebene, Mesoebene und Makroebene in Betracht, die sich nach aufsteigendem Aggregationsgrad unterscheiden. Mehrebenenanalysen sind flexibler als beispielsweise Anwendungen des allgemeinen linearen Modells wie Varianzanalyse und Lineare Regression, dadurch allerdings auch methodisch deutlich anspruchsvoller. Die Schätzung der Parameter erfolgt mittels Maximum-Likelihood-Methode, eine rechnerische Bestimmung ist nicht möglich.
Verwandt sind Paneldatenmodell mit festen Effekten (englisch  fixed effects model) und das Paneldatenmodell mit zufälligen Effekten (englisch random effects model), Gemischtes Modell, Varianzkomponentenmodell, oder Latent Curve Analysis.
Wichtige Statistik-Software-Pakete haben Mehrebenenmodelle implementiert, darunter IBM SPSS Statistics (Prozedur Mixed) und SAS (PROC MIXED).

## Problemstellung
Viele Daten, v. a. in den Sozial- und Naturwissenschaften, sind hierarchisch strukturiert, d. h. man kann sie Gruppen oder Clustern zuordnen, z. B. Kinder zu Familien, Schüler zu Schulklassen, Personen zu Wohnorten, Patienten zu Kliniken etc. Auch viele Experimente in den Sozialwissenschaften oder der Medizin führen zu einer Gruppenbildung, z. B. Teilnehmer an Studienzentren bei einer multizentrischen Studie.
Beispiele für hierarchische Daten sind die Gruppierung von Schülern in Klassen und Schulen (3-Ebenen-Modell: Mikroebene: individueller Schüler; Mesoebene: Schulklasse; Makroebene: Schule) oder die Zuordnung von Individuen zu Familien (2-Ebenen-Modell: Ebene 1: Kind; Ebene 2: Familie).
Sind untersuchte Individen einer Gruppe zuzuordnen, so kann ein wechselseitiger Einflussprozess zwischen den Individuen bzw. zwischen Individuen und Gruppe vorliegen. In dem Fall kann die Vernachlässigung von Gruppierungseffekten zur Fehlinterpretation von empirischen Ergebnissen führen.

## Messwiederholungen
Wird beim selben Individuum dieselbe Messung wiederholt durchgeführt, kann die Zuordnung der Ebenen folgendermaßen erfolgen:
- Ebene 1: einzelne Messung beim Individuum i
- Ebene 2: Individuum i

Verfahren wie z. B. Varianzanalysen für Messwiederholungen erfordern eine spezielle Datenstruktur, z. B. dieselbe Anzahl Messzeitpunkte für alle Individuen oder Vollständigkeit der Daten für ein Individuum über alle Messzeitpunkte. Bei Anwendung von Mehrebenenmodellen kann die Anzahl der Messzeitpunkte variieren, was die Methode weniger anfällig bezüglich einzelner fehlender Daten macht.
Zu dem flexiblen Umgang mit fehlenden Daten haben Mehrebenenmodelle den Vorteil, dass sie im Gegensatz zu traditionellen Regressionen das Subjekt korrekt mit dessen Messwiederholungen assoziieren. Weiterhin wird ermöglicht, zwischen zeitlich stabilen und instabilen Prädiktoren zu unterscheiden und die intra- und interindividuellen Varianzanteile der Versuchspersonen besser zu schätzen.

## Anwendung
Mehrebenenmodelle werden unter anderem in der sozialwissenschaftlichen Modellbildung und Simulation eingesetzt, insbesondere, um Kontexteffekte zu modellieren. In der Psychotherapieforschung werden Mehrebenenmodelle beispielsweise im Rahmen des sog. Patient Profiling eingesetzt, um anhand von Kontextfaktoren zu Therapiebeginn (z. B. Eigenschaften des Patienten, Therapieart) Hinweise auf den zu erwartenden Therapieverlauf beim jeweiligen Patienten zu erhalten.